# Vestathen
Vestathen (græsk: Δυτικός Τομέας Αθηνών) er en af de i Grækenlands regionale enheder. Den er en del af periferien Attica. Den regionale enhed dækker den vest-centrale del af byområdet Athen.

## Administration
Som en del af Kallikratis regeringsreform i 2011 blev den regionale enhed Vestathen oprettet ud af en del af det tidligere Athen præfektur. Den er opdelt i 7 kommuner. Disse er (nummeret refererer til kortet i infoboksen):
- Agia Varvara (2)
- Agioi Anargyroi-Kamatero (5)
- Aigaleo (6)
- Haidari (34)
- Ilion (18)
- Peristeri (30)
- Petroupoli (31)